# Kakschaaltoo
Der Kakschaaltoo (kirgisisch Какшаал Тоо Kakschaal-Too; russisch Кокшаал-Тау oder Кокшалтау) ist ein Gebirgszug im Tienschan in Zentralasien.
Der Kakschaaltoo bildet einen Abschnitt des Hauptkamms des Tienschan entlang der Grenze zwischen Kirgisistan im Norden und Volksrepublik China im Süden. Er erstreckt sich über eine Länge von etwa 400 km in Ost-West-Richtung. Seine mittlere Höhe liegt zwischen 4000 und 6000 m. Höchste Erhebung des Kakschaaltoo ist der im äußersten Osten des Gebirgszugs gelegene Berg Dschengisch Tschokusu mit einer Höhe von 7439 m. Der höchste Gipfel im westlichen Teil des Gebirgszugs ist der 5982 m hohe Pik Dankow (Dankowa). Im Westen endet der Kakschaaltoo am Torugart-Pass, im Osten am Pik der Militärtopographen wenige Kilometer östlich des Dschengisch Tschokosu.
Nördlich des Kakschaaltoos befinden sich Gebirgszüge, die sich etwa 1000 bis 1500 m über die Hochtäler, die sogenannten Syrten, erheben. Am Fuße des Südabhangs liegt das Tarimbecken. Der Kakschaaltoo ist von Vorbergen umsäumt. Der Mittel- und Ostteil der Gebirgskette ist vergletschert. Die Gletscherfläche wird mit 983 km² angegeben.
Das Gebirge besteht aus Kalkstein, Schluffstein, Sandstein, Konglomerat und Tonschiefer. Außerdem gibt es Intrusionen von Granit und Syenit.
Die Flüsse Sarydschas (Kumarik), Üsönggükuusch und Kakschaal (Toxkan) durchschneiden in engen Schluchten den Gebirgszug des Kakschaaltoo und gliedern diesen in einen westlichen, einen mittleren und in einen östlichen Abschnitt.
An den Südhängen des Kakschaaltoos wächst Steppenvegetation.

## Berge (Auswahl)
im Ostteil:
- Dschengisch Tschokusu (7439 m)
- Pik Erkindik (6073 m, ehemals Pik Kirow)

im Westteil:
- Pik Dankow (5982 m, auch Dankowa)
- Pik Kosmos (5940 m, ehemals Pik Schmidt)
- Kyzyl Asker (5842 m)
- Pik Koroljow (5816 m, auch Koroljowa)
- Pik Tschong-Turasu (5729 m)
- Pik Byelly (5697 m)
- Pik Alpinist (5462 m)